# Ловеч
Ло́веч (стар. рус. Ловча) (болг. Ловеч) — город в северной части центральной Болгарии, административный центр Ловечской области.

## География
Ловеч находится на границе Дунайской холмистой равнины и предгорий Балканских гор на севере Болгарии в 150 км на запад от Софии, в 30 км на север от Трояна и в 30 км на юг от Плевена. Город расположен на обоих берегах реки Осым. Восточную часть города окружает 250-метровое плато, высшая точка которого — гора Стратеш. Юго-западную часть города окружают холмы Хисаря и Баш Бунар. На северо-западе рельеф постепенно переходит в равнины соседней области Плевен. Средняя высота Ловеча над уровнем моря составляет около 200 м. Высшая точка в городе — холм Акбаир, высота которого 450 м.
В Ловече много живописных парков и мест отдыха. В парке Стратеш большое число кустов сирени, цветение которых весной легко можно заметить с любой точки в городе. Из-за этого Ловеч также называют городом сирени.

## История

### Древняя история
Ловеч — один из старейших городов Болгарии. Первым обитателем города было фракийское племя мельдов, следы пребывания которых относятся к 4-3 векам до н. э. В окрестностях Ловеча они обосновали свою столицу — город Мельта.
Позднее, когда Балканы захватила Римская империя, рядом с современным городом был основан военный гарнизон Президиум, который занимал важную стратегическую позицию на одной из главных римских дорог.

### Средние века
В бывшей римской крепости Хисаря в 1187 был заключён мирный договор между Болгарией и Византией, и была официально объявлена независимость Болгарии. В XII веке Ловеч был крупным торговым центром и одним из самых известных городов Болгарии.
Турецкое нашествие в середине XIV века не обошло стороной Ловеч, последней, в 1446, была захвачена крепость Хисаря, хотя ещё долгое время у города оставались такие привилегии, как запрет для турок селиться в городе и брать болгарских детей в янычары.

### Османский период
В XVI—XVII веках Ловеч вновь стал важным торговым центром и одним из богатейших городов Болгарии, за что город в 1520 г. называли Алтан Ловеч (Золотой Ловеч).
1784 — наиболее тяжёлый год в истории города, тогда он был почти полностью сожжён и разрушен турецкой армией. Из 20000 горожан тогда уцелели лишь 4600.
17 октября 1810 года (ст. ст.), во время Русско-турецкой войны 1806—1812, отряд генерала М. С. Воронцова Дунайской армии генерала Н. М. Каменского взял Ловеч (см. Битва при Ловче (1810—1811). После этого турки заново заняли город и укрепились 15 тыс. армией Османа-бея. Н. Каменский приказал отряду ген.-майора гр. Сен-При заново взять Ловчи, что и было исполнено 31 января 1811 года (ст. ст.). Операция помешала великому везирю Ахмету-бею наступить в западную Болгарию. Награды за взятые Ловчи получили генерал Михаил Воронцов, полковник Константин Полторацкий, подполковник Осип Второв, князь Федор Гагарин и др. русские военные. Русские двинулись в том же 1811 году обратно к Дунаю и турки ограбили город.
Во времена создания революционных организаций, боровшихся против владычества Османской империи, Ловеч стал центром операций Внутренней революционной организации Васила Левского под названием Тайный Революционный комитет. Левски был схвачен в одной из деревень под Ловечем и позднее повешен в Софии. В старой части города находится музей Васила Левского.
В 1872—1874 мастером Колю Фичето был построен мост через реку Осым, получивший известность как памятник архитектуры (в 1925 году мост повредил пожар, но в 1931 году он был заново отстроен, а в 1982 году под руководством архитектора К. Златева мост был обновлен и реконструирован).

### Во время Русско-турецкой войны 1877-1878
Во время Русско-турецкой войны 1877—1878 русские раза два освобождали город: 5 июля 1877 года (ст. ст.) и окончательно 22 августа 1877 года.
5 июля 1877 г. отряд полковника Жеребкова занял город. Было организовано временное управление. Малочисленный гарнизон подполковника Бакланова располагал вместе с сотней 23-го казачьего полка только двумя орудиями. 15 июля 1877 отряд Рифата-паши в составе 4000 человек пехоты при шести орудиях, посланный Османом-пашой, занял Ловеч. После этого 1500 жителей города и окрестностей погибло от ятаганов турок. Рифат-паша создал целую систему укреплений на Киримзитепе (ныне Стратеш). 17 августа крупные русские силы, которые возглавил генерал-майор А. К. Имеретинский (Багратион), были двинуты на Ловеч. Учитывая укрепления противника перевес русского войска, численностью около 20 тысяч человек и 98 орудий, был небольшой. Противник располагал 15-тысячным гарнизоном под командой Рифат-паши, при современном стрелковом и артиллерийском вооружении. Атака проводилась 22 августа двумя колоннами: левой — генерала М. Д. Скобелева и правой — генерала В. М. Добровольского. Главная атака на турецкие позиции была предпринята Скобелевым, сначала с 5000 солдат, затем с 9000, и турки были оттеснены от Ловчи, потеряв 5200 чел. убитыми. Потери русских составили 1500 чел. убитыми и ранеными. См. Плевна.
В боях погибло и много болгар. Все батальоны Калужского и Либавского полков были награждены Георгиевскими знаменами с надписью «За взятие Ловчи 22 августа 1877 года». Количество памятников, воздвигнутых в честь освобождения Ловеча (Ловчи), достигает 13, включая каменный «белый», «черный» из чугунных плит в память павших героев 1-го батальона Шуйского полка (оба на холме «Стратеш»), несколько мраморных памятников над братскими могилами воинов Казанского полка, пять памятников в центре на Сыр-Пазаре и памятник командиру 11-го Псковского пехотного полка полковнику Кусову во дворе церкви св. Троицы. Их освящение состоялось 3 сентября 1879 года.

### В 20 веке
В 1938 году было принято решение о строительстве авиазавода в городе Ловеч, в 1939 году при участии польских инженеров здесь было начато строительство авиазавода ДСФ, который начал работу в 1941 году.
В 1962 году был построен стадион "Ловеч".
В 1983 году квартал Вароша (архитектурная и историческая заповедная зона) был реконструирован.
В 1985 году население Ловеча составляло 49 тыс. человек, город являлся центром автомобилестроительной, электротехнической, деревообрабатывающей, текстильной, кожевенной и плодоконсервной промышленности.

## Промышленность
- Спарки Элтос

## Население города
| Год  | Численность | Численность |
| ---- | ----------- | ----------- |
| 1946 | 11 700      | [ 14 ]      |
| 1998 | 49 085      | [ 15 ]      |
| 1999 | 47 703      | [ 16 ]      |
| 2000 | 47 399      | [ 17 ]      |
| 2001 | 52 986      | [ 18 ]      |
| 2002 | 52 469      | [ 19 ]      |
| 2003 | 51 445      | [ 20 ]      |
| 2004 | 50 546      | [ 21 ]      |
| 2005 | 43 825      | [ 22 ]      |
| 2006 | 49 316      | [ 23 ]      |
| 2007 | 42 357      | [ 24 ]      |
| 2008 | 48 221      | [ 25 ]      |
| 2009 | 47 802      | [ 26 ]      |
| 2010 | 47 104      | [ 27 ]      |
| 2011 | 46 458      | [ 28 ]      |
| 2012 | 38 134      | [ 29 ]      |
| 2013 | 37 656      | [ 30 ]      |
| 2014 | 37 382      | [ 31 ]      |
| 2015 | 44 769      | [ 32 ]      |
| 2016 | 36 474      | [ 33 ]      |
| 2017 | 36 038      | [ 34 ]      |
| 2018 | 35 760      | [ 35 ]      |
| 2019 | 42 603      | [ 36 ]      |
| 2020 | 34 056      | [ 37 ]      |
| 2021 | 33 673      | [ 38 ]      |
| 2022 | 33 011      | [ 39 ]      |
| 2023 | 32 513      | [ 40 ]      |
| 2024 | 31 962      | [ 41 ]      |

## Почётные граждане города
- Елисеев, Алексей Станиславович, космонавт
- Рукавишников, Николай Николаевич, космонавт
- Иванов, Георгий Иванов, космонавт
- Анастас Иширков, учёный, географ и этнограф
- Паренсов, Пётр Дмитриевич, генерал
- Куропаткин, Алексей Николаевич, генерал
- Гембицкий, Михаил Варфоломеевич, полковник
- Тутолмин, Иван Федорович, генерал
- Маркус,Борис Сергеевич, архитектор
- Димитр Мишев, академик
- Савельева, Людмила Михайловна, актриса
- Касаткин, Сергей полковник
- Каниц, Феликс Филипп
- Йоргова, Диана Христова, легкоатлетка, призёр Олимпийских игр, чемпионка Европы

## Города-побратимы
- Берат, Албания (5 мая 2009)[42][43][…]
- Вальядолид, Испания (май 2004)[44]
- Изяслав, Украина (3 июня 2012)[45][46][…]
- Колашин, Черногория (14 июля 2019)[47][48]
- Лаваль, Франция (11 декабря 2010)[49][50]
- Лотошино, Россия (21 июня 2002)[51][52][…]
- Османгази, Турция (20 сентября 2019)[53][54]
- Рязань, Россия (9 июля 1968)[55][56]
- Сыктывкар, Россия (27 мая 1980)[57][58][…]
- Эрфурт, Германия (7 октября 1971)[59][60]

## Политическая ситуация
Кмет (мэр) общины Ловеч — Минчо Стойков Казанджиев (Болгарская социалистическая партия (БСП)) по результатам выборов в правление общины.